# Гранкона
Гранкона, Ґранкона (італ. Grancona, вен. Grancona) — муніципалітет в Італії, у регіоні Венето, провінція Віченца.
Гранкона розташована на відстані близько 400 км на північ від Рима, 70 км на захід від Венеції, 17 км на південний захід від Віченци.
Населення — 1876 осіб (2014).

## Демографія
Населення за роками:

Станом на 31 грудня 2014 року в муніципалітеті офіційно проживало 113 іноземців з 13 країн, серед них 30 громадян країн Євросоюзу та 7 громадян України.

## Сусідні муніципалітети
- Брендола
- Лоніго
- Сан-Джермано-дей-Беричі
- Сарего
- Віллага
- Цовенчедо